# Liparis maboroensis
Liparis maboroensis är en orkidéart som beskrevs av Rudolf Schlechter. Liparis maboroensis ingår i släktet gulyxnen, och familjen orkidéer.

## Underarter
Arten delas in i följande underarter:
- L. m. bistriata
- L. m. maboroensis